# Maricourt
Maricourt är en kommun i departementet Somme i regionen Hauts-de-France i norra Frankrike. Kommunen ligger i kantonen Combles som tillhör arrondissementet Péronne. År 2022 hade Maricourt 179 invånare.

## Befolkningsutveckling
Antalet invånare i kommunen Maricourt
| Referens: INSEE |